# A Yi
Ai Guozhu, mer känd under pseudonymen A Yi (kinesiska: 阿乙), född 1976 i Jiangxi, är en kinesisk författare.

## Utgivet på svenska
- 2015 – Ofantligt mycket tid (Xianzhi, översättning: Eva Ekeroth) ISBN 978-91-88227-04-1
- 2017 – Och sen då? (Xiamian, wo gai gan xie shenme, översättning: Eva Ekeroth) ISBN 978-91-88227-18-8
- 2017 – Förbannelsen (Yangcunde Yize Zuzhou, översättning: Adam Sarac) ISBN 978-91-88227-22-5